# 올림픽 쇼트트랙
올림픽 쇼트트랙은 올림픽에서 쇼트트랙으로 경기를 겨루는 올림픽 경기 종목이다. 쇼트트랙 스피드스케이팅은 1992년 프랑스 알베르빌 동계올림픽부터 동계올림픽 정식종목으로 채택됐다. 그 전에는 1988년 올림픽에서 시범종목으로 활동했다. 1988년 시범경기 결과는 올림픽 공식 통계에 포함되지 않는다. 이 스포츠는 동아시아와 북미, 즉 한국, 중국, 캐나다 및 미국의 팀이 지배해 왔다. 이들 4개국은 1992년 이후 획득한 메달 195개 중 147개를 획득했다. 대한민국은 1992년 이후 금메달 26개를 포함해 53개의 메달을 획득하여 메달 집계를 주도하고 있다. 한국과 중국이 동계 올림픽에서 획득한 메달의 대부분은 쇼트트랙에서 나왔다.
2010년 동계 올림픽에서 라트비아의 하랄즈 실로프스(Haralds Silovs)는 올림픽 역사상 쇼트트랙(1500m)과 롱트랙(5000m) 스피드 스케이팅에 동시에 참가한 최초의 선수가 되었으며, 동시에 두 종목에 출전한 최초의 선수가 되었다. 빅토르 안은 2014년 동계 올림픽 500m 종목에서 우승한 후 쇼트트랙 4개 종목(500m, 1000m, 1500m, 5000m 계주) 모두에서 금메달을 획득한 최초의 쇼트트랙 스피드스케이터가 되었다. 그는 2014년 러시아를 대표해 3개의 금메달을 땄고, 2006년에는 한국을 대표해 3개의 금메달을 땄다.
2018년 7월, 국제 올림픽 위원회(IOC)는 2000m 거리에서 개최되는 혼성 계주를 공식 추가하여 전체 종목 수를 9개로 늘렸다. 종목 추가로 인해 대회 일정이 5일에서 6일로 늘어났다.

## 메달 집계
| 순위 | 국가                   | 금메달 | 은메달 | 동메달 | 합계 |
| ---- | ---------------------- | ------ | ------ | ------ | ---- |
| 1    | 대한민국               | 26     | 16     | 11     | 53   |
| 2    | 중화인민공화국         | 12     | 16     | 9      | 37   |
| 3    | 캐나다                 | 10     | 13     | 14     | 34   |
| 4    | 미국                   | 4      | 7      | 9      | 20   |
| 5    | 이탈리아               | 3      | 6      | 6      | 15   |
| 6    | 네덜란드               | 3      | 3      | 3      | 9    |
| 7    | 러시아                 | 3      | 1      | 3      | 7    |
| 8    | 헝가리                 | 2      | 0      | 2      | 4    |
| 9    | 일본                   | 1      | 0      | 2      | 3    |
| 10   | 오스트레일리아         | 1      | 0      | 1      | 2    |
| 11   | 불가리아               | 0      | 2      | 1      | 3    |
| 12   | 러시아 올림픽 위원회   | 0      | 1      | 1      | 2    |
| 13   | 벨기에                 | 0      | 0      | 1      | 1    |
| 13   | 영국                   | 0      | 0      | 1      | 1    |
| 13   | 조선민주주의인민공화국 | 0      | 0      | 1      | 1    |
| 13   | 러시아 출신            | 0      | 0      | 1      | 1    |
| 13   | 연합                   | 0      | 0      | 1      | 1    |
| 합계 | 합계                   | 65     | 65     | 65     | 195  |

## 세부 종목
| 종목            | 88 | 92 | 94 | 98 | 02 | 06 | 10 | 14 | 계 |
| --------------- | -- | -- | -- | -- | -- | -- | -- | -- | -- |
| 남자 500m       | •  |    | •  | •  | •  | •  | •  | •  | 6  |
| 남자 1000m      | •  | •  | •  | •  | •  | •  | •  | •  | 7  |
| 남자 1500m      | •  |    |    |    | •  | •  | •  | •  | 4  |
| 남자 3000m      | •  |    |    |    |    |    |    |    | 0  |
| 남자 5000m 계주 | •  | •  | •  | •  | •  | •  | •  | •  | 7  |
| 여자 500m       | •  | •  | •  | •  | •  | •  | •  | •  | 7  |
| 여자 1000m      | •  |    | •  | •  | •  | •  | •  | •  | 6  |
| 여자 1500m      | •  |    |    |    | •  | •  | •  | •  | 4  |
| 여자 3000m      | •  |    |    |    |    |    |    |    | 0  |
| 여자 3000m 계주 | •  | •  | •  | •  | •  | •  | •  | •  | 7  |
| 합계            |    | 4  | 6  | 6  | 8  | 8  | 8  | 8  |    |

## 참고 자료
- “쇼트트랙”. SR/Olympic Games. 2009년 1월 6일에 원본 문서에서 보존된 문서. 2011년 12월 15일에 확인함.
- “쇼트트랙”. 국제 올림픽 위원회.